# تفجيرات دمشق (آذار 2017)
تفجيرات دمشق آذار 2017 هي سلسلة من الهجمات التي حصلت في مدينة دمشق عاصمة الجمهورية العربية السورية، خلال شهر آذار سنة 2017.

## تفجير باب صغير
في يوم 11 آذار، تم تفجير عبوتين ناسفتين أمام مقبرة باب الصغير في حي الشاغور بالقرب من باب مصلى، مما تسبب بمقتل 74 شخصاً، بينهم 43 من الزوار العراقيين و11 مدنياً سورياً فضلاً عن 20 من قوات الدفاع الوطني والشرطة السورية، وإصابة نحو 120 شخصاً، ووقوع دمار كبير في المكان.
حيث استهدف التفجير حافلات تقل زواراً عراقيين لمقبرة لآل البيت، وقد تمكنت القوى الأمنية من تفكيك كمية من المواد شديدة الانفجار وضعت داخل دراجة نارية قرب منطقة التفجيرات كانت موصولة بجهاز محمول بهدف تفجيرها عن بعد لحظة التجمع لإسعاف المصابين بالقرب من إحدى المستشفيات القريبة من المنطقة.
وقد أعلنت هيئة تحرير الشام في بيان مسؤوليتها عن التفجير.

## تفجير قصر العدل
في يوم 15 آذار وعند الساعة 1:20 ظهراً، وقع التفجير في بهو القصر العدلي الواقع في نهاية شارع النصر بالقرب من مدخل سوق الحميدية في قلب دمشق.
حيث قام انتحاري بتفجير نفسه داخل بهو القصر خلال فترة الازدحام، مما أسفر عن مقتل 37 مدنياً على الأقل وجرح نحو أكثر من 80 آخرين.
وأشار مصدر أمني إلى أن الانتحاري كان يرتدى لباساً عسكرياً كان معه بندقية وقنبلة وبعد أن استوقفه الحرس عند باب السور الخارجي لمبنى قصر العدل وقاموا باستلام البندقية والقنبلة، ركض مسرعاً باتجاه باب بهو القصر العدلي حيث يوجد عدد كبير من المراجعين مستغلاً الازدحام واستطاع الوصول إلى الباب الخارجي حيث قام بتفجير نفسه.

## تفجير الربوة
في يوم 15 آذار وبعد حصول تفجير قصر العدل بساعة، لاحقت القوى الأمنية مجموعة مكونة من ثلاث أشخاص حتى وصلت إلى منطقة الربوة، حيث جرى تبادل لإطلاق النار أسفر عن إصابة أحد عناصر المجموعة وإلقاء القبض على آخر فيما لاذ الثالث بالفرار قبل أن يتمكن من دخول مطعم شعبي يدعى (أبو أحمد) وتفجير حزام ناسف كان يرتديه منعاً لاعتقاله.
مما أسفر عن إصابة نحو 24 مدنياً توفي واحد منهم لاحقاً متأثراً بإصابته، وبحسب ما أفادت به مصادر أمنية، فقد كانت وجهة المسلحين كل من أحياء المالكي والمزة وكفرسوسة.

## ردود الفعل
- أدانت وزارة الخارجية الايرانية علي لسان ناطقها الرسمي بهرام قاسمي، وبشدة، الجريمة الارهابية المروعة والمشينة التي وقعت في العاصمة السورية دمشق بعد إعرابه عن تضامنه ومواساته مع سوريا حكومة وشعبا وذوي الضحايا المحليين والاجانب في هذه الجريمة المروعة والمشينة. مؤکدا «ان الارهابيين وداعميهم باتوا يدركون جيدا بأنهم مقبلون علي مزيد من الهزائم والانهيار الشامل قطعا؛ وعليه فإنهم يحاولون مستميتين عبر افتعال هذه المجازر للاخلال بعملية السلام والمفاوضات واستمرار وقف النار وارساء الاستقرار في سوريا.»[10]
- أدان مبعوث الأمم المتحدة الخاص إلى سوريا ستافان دي ميستورا الهجمات الانتحارية التي شهدتها دمشق يوم الأربعاء وأسفرت عن سقوط قتلى وقال «إنها تهدف لتعطيل محادثات السلام».[11]
- أدان المنسق المقيم للأمم المتحدة ومنسق الشؤون الإنسانية في سوريا، علي الزعتري، التفجيرات التي وقعت بمنطقة باب مصلى، مشدداً على «أن التفجيرات تمثل عملا مرفوضاً من جانب كل صاحب ضمير في العالم».[12]
- وزارة الخارجية التركية، وفي بيان صادر عنها قالت «إننا نُدين بأشد العبارات الهجوم الذي استهدف زوار الأماكن المقدسة لدى منتسبي الاعتقاد الشيعي».[13]
- أدان كل من جيش الإسلام وحركة أحرار الشام وفصائل الجيش السوري الحر التفجيرين الذين حصلا في 15 آذار، وإتهموا النظام بالمسؤولية عنهما، بينما نفت هيئة تحرير الشام صلتها بالتفجيرات التي استهدفت قصر العدل وأكدت أن عملياتها منحصرة في الأفرع الأمنية والثكنات العسكرية التابعة للحكومة السورية[14]